# Folinezuur
Folinezuur (5-formyl-THF, citrovorum factor, leucovorine®) is een directe precursor (chemische voorloper) van 5,10-methyleen-THF, de belangrijkste van de (tetrahydro-) folaatverbindingen (metabolisch actieve vormen van foliumzuur), en kan daarom de deconjugatie en reductiestappen "overslaan" die nodig zijn bij de biochemische activatie van foliumzuur. Verder heeft het een langere halveringstijd in het lichaam, en lijkt het metabolisch actiever dan foliumzuur. Het biedt dus een aantal voordelen boven foliumzuur, maar is wel veel duurder. Om deze reden wordt het alleen voorgeschreven wanneer foliumzuur onvoldoende effect heeft.
Het heeft dezelfde activiteit als folaat en maakt zodoende als deel van enzymen of als co-enzym de synthese van nucleïnezuren en eiwitten mogelijk. Het wordt in de kankertherapie gebruikt als antidotum indien hoge doses methotrexaat worden gebruikt.
Het is verkrijgbaar als calciumfolinaat (leucovorin calcium). Toedieningsvormen zijn in Nederland: oraal per capsule van 15 mg en per injectie.
Ook is in Nederland het dinatriumzout als injectie geregistreerd.
De stof is opgenomen in de lijst van essentiële geneesmiddelen van de WHO.

## Indicaties
- Antidotum (rescue-therapie) bij een behandeling met gemiddelde en hoge doses methotrexaat en andere foliumzuurantagonisten. Overdosering van methotrexaat en andere foliumzuurantagonisten.
- In combinatie met 5-FU voor de behandeling van gemetastaseerd colorectaal carcinoom.
- Bij megaloblastaire anemie ten gevolge van foliumzuurdeficiëntie. Dit is een niet-geregistreerd gebruik.

## Kinetische gegevens
- Resorptie: oraal tot een dosering van 25 mg volledig, bij 50 mg 75%, bij 100 mg 37%.
- Tmax = oraal 2,9 uur, i.v. 10 min
- Metabolisering: in de lever en het darmslijmvlies merendeels tot actief 5-methyltetrahydrofolaat. Dit gebeurt oraal snel en via injectie trager.
- Eliminatie: voornamelijk (80–90%) met de urine als metabolieten; ca. 8% met de feces.
- T1/2 = ca. 35 min, ca. 6 uur (metaboliet).

## Zwangerschap/lactatie
Zowel bij de mens als bij dieren zijn er onvoldoende gegevens om te bepalen of folinezuur al dan niet een teratogeen effect heeft. Het is onbekend of folinezuur in de moedermelk terechtkomt. Het Farmacotherapeutisch Kompas ziet geen bezwaren bij het gebruik tijdens zwangerschap en borstvoeding, dit temeer daar foliumzuur wordt gepropageerd in de periode voor de zwangerschap en tijdens de zwangerschap.

## Interacties
Bij gelijktijdige (routinematige) toediening van foliumzuurantagonisten kan folinezuur de werking van deze stoffen volledig tenietdoen. Vanwege de verhoging van het levermetabolisme door folaten kan het effect van enkele anti-epileptica zoals fenytoïne en fenobarbital verminderen.

## Dosering
Van het product met het calciumzout mag wegens het hoge calciumgehalte van de oplossing maximaal 160 mg/min i.v. worden toegediend.
- Methotrexaattherapie: individueel te bepalen op basis van het toegepaste gemiddelde of hoge dosis methotrexaat protocol; meestal 10–20% van de methotrexaatdosis.
- Overdosering met methotrexaat: binnen het uur een dosis folinezuur toedienen, die gelijk is aan of hoger dan de toegediende dosis methotrexaat. De behandeling wordt in de eerste 24 uur meestal parenteraal (i.m. of i.v.) gestart en oraal voortgezet. Volledig parenterale of orale therapie is ook mogelijk.
- Gemetastaseerd colorectaal carcinoom: in combinatie met 5-fluoro-uracil.
- Toxiciteit van trimethoprim: na stoppen trimethoprim, 3–10 mg per dag totdat een normaal bloedbeeld wordt bereikt.
- Toxiciteit van pyrimethamine: bij hoge doses pyrimethamine of een langdurige behandeling met lage doses dinatriumfolinaat gelijktijdig toedienen: 5–50 mg per dag afhankelijk van het bloedbeeld.

## Stereochemie
Alleen de levo-vorm is werkzaam. De meeste geneesmiddelen bevatten nog het racemaat. In de Verenigde Staten is de levo-vorm in de handel, die met de helft van de dosering van het racemaat wordt toegediend.